# SOS familles Emmaüs
Pour les articles homonymes, voir Emmaüs.
Pour des articles plus généraux, voir Mouvement Emmaüs, Emmaüs International et Emmaüs France.
Les SOS Familles Emmaüs sont un ensemble d'associations françaises loi de 1901 dont la première est née à Rouen en 1967. Jusqu'en 1975, le SOS Familles Emmaüs de Rouen, créé par Anne-Marie Poinsignon, épouse du sous-préfet local, est le seul qui existe.
Les 58 SOS Familles présents sur le territoire français sont partie intégrante du Mouvement Emmaüs et sont affiliées à Emmaüs France. Leurs ressources proviennent en grande partie des communautés Emmaüs qui les entourent. 
Ces associations apportent une aide aux familles surendettées en leur apportant une avance sans intérêt et sans frais, sous conditions de ressources.